# گودرون تویرکاوف
گودرون تویرکاوف (آلمانی: Gudrun Theuerkauff؛ زادهٔ ۸ آوریل ۱۹۳۷) شمشیرباز زن اهل آلمان بود.
وی در مسابقات کشوری و بین‌المللی در مجموع برندهٔ ۱ مدال برنز شده‌است.